# تشارلز بلاكني
تشارلز بلاكني هو سياسي كندي، ولد في 2 ديسمبر 1888، وتوفي في 23 مايو 1961. انتخب عضو الجمعية التشريعية لنيو برونزويك ‏.